# Fulang-Chang e eu
Fulang-Chang e eu é uma pintura de Frida Kahlo. A data de criação é 1937. Está localizada em Museu de Arte Moderna.

## Descrição
A obra foi produzida com tinta a óleo e espelho. Retrata Kahlo com um de seus macacos de estimação. Por sinal, trata-se do primeiro quadro em que a pintora representa seus animais, o que viria a ser comum em sua obra. Um barbante conecta a pintora ao macaco.
Kahlo aparece "radiante" no quadro, destoando de outras obras, onde se representa como angustiada e em sofrimento.

## Análise
Um autorretrato, Fulang-Chang e eu remete a pinturas do Renascimento, por exemplo da Virgem com uma criança; o protagonista retratado por Kahlo é no entanto inesperado: seu macaco de estimação, Fulang-Chang. A representação do animal foi considerada um símbolo da criança que Kahlo e seu marido, Diego Rivera, não puderam ter, mas também senso de humor por parte da artista.

## Recepção
O quadro integrou a primeira grande exposição de Kahlo, na Julien Levy Gallery, em Nova York, em 1938. Na avaliação geral da exposição, André Breton, responsável pelo programa, definiu-a como uma pintora surrealista autodidata, ao que Kahlo retrucou que jamais pintava sonhos, apenas sua realidade. A pintora deu o quadro a sua amiga Mary Sklar, colocando ao lado um espelho, para que as duas pudessem se ver juntas. Fulang-Chang e eu está no MoMA, na ala de pinturas mexicanas modernistas, com o espelho ao lado, refletindo o espectador.